# Lichtensteins zandhoen
Het Lichtensteins zandhoen (Pterocles lichtensteinii) is een vogel uit de familie van de zandhoenders (Pteroclididae). Temminck vernoemde dit zandhoen als eerbetoon naar de Duitse natuuronderzoeker Martin Lichtenstein.

## Herkenning
De vogel is 22 tot 25 cm lang. Het is een compact uitziende zandhoen met een vrij donker, dicht gebandeerd verenkleed. Hij lijkt daardoor op het kroonzandhoen (P. coronatus) maar die heeft een grovere bandering. Kenmerkend voor het Lichtensteins zandhoen is verder de effen grijze ondervleugel en het zwartwitpatroon op de kruin en het voorhoofd en een roestbruine borstband bij het mannetje. Dit zandhoen heeft de gewoonte om pas laat in de avondschemering drinkplaatsen te bezoeken.

## Verspreiding en leefgebied
Deze soort komt voor in Afrika en het Midden-Oosten en telt vijf ondersoorten:
- P. l. targius: van Marokko en Mauritanië tot Tsjaad.
- P. l. lichtensteinii: van noordoostelijk Tsjaad, noordelijk Soedan tot Eritrea en van noordelijk Somalië, oostelijk en noordoostelijk Egypte tot Jordanië.
- P. l. sukensis: van zuidoostelijk Soedan, zuidelijk Ethiopië tot centraal Kenia.
- P. l. arabicus: van het zuidelijk Arabisch Schiereiland via zuidelijk Iran en Afghanistan tot Pakistan.
- P. l. ingramsi: Hadramaut (zuidelijk Jemen).

Het leefgebied bestaat uit rotsige woestijngebieden en halfwoestijnen met doornig struikgewas in bergachtig gebied. De vogel mijdt vlakke open woestijngebieden en terrein dat in agrarisch gebruik is. In Oost-Afrika komt dit hoen voor tot op 1800 m boven de zeespiegel.

## Status
De grootte van de wereldpopulatie is niet gekwantificeerd. Plaatselijk is de vogel algemeen in geschikt habitat; in West-Afrika is de vogel minder algemeen. Men veronderstelt dat de soort in aantal stabiel is. Om deze redenen staat het Lichtensteins zandhoen als niet bedreigd op de Rode Lijst van de IUCN.